# Klaus Poche
Klaus Poche (Pseudonyme: Nikolaus Lennert, Georg Nikolaus, * 18. November 1927 in Halle (Saale); † 9. Januar 2007 in Köln) war ein deutscher Schriftsteller, Drehbuchautor und Illustrator.

## Leben
Klaus Poche war der Sohn eines Angestellten. Er besuchte die Volksschule und das Gymnasium in Halle (Saale). Poche nahm als Soldat der Wehrmacht am Zweiten Weltkrieg teil und geriet 1945 in amerikanische Kriegsgefangenschaft. Nach der Entlassung übte er verschiedene Tätigkeiten aus, er war Krankenpfleger, Dekorateur, Kraftfahrer und Zeichenlehrer. Von 1950 bis 1954 war er Redakteur bei den Berliner Zeitungen Nachtexpress und BZ am Abend. Ab 1954 lebte er als freier Schriftsteller in Ost-Berlin.
Klaus Poche verfasste Kurzgeschichten, Reportagen und Romane; daneben war er als Grafiker und Buchillustrator tätig. Seit den 1960er Jahren nahm die Arbeit an Drehbüchern für Film- und Fernsehproduktionen einen immer breiteren Raum in seinem Schaffen ein, wobei er sich auf die Schilderung des Alltags und seiner Konflikte konzentrierte. Der nach seinem Drehbuch geschaffene DEFA-Film Jahrgang 45 unter der Regie von Jürgen Böttcher wurde im Zusammenhang mit den kulturpolitischen Restriktionen des 11. Plenums des ZK der SED im Dezember 1965 verboten. Mit der weiteren Behandlung solcher Themen geriet der Autor jedoch zunehmend in Konflikt mit der offiziellen DDR-Kulturpolitik, zumal nachdem er 1976 die Protestresolution gegen die Ausbürgerung Wolf Biermanns mit unterzeichnet hatte. 1978 stieß das Fernsehspiel „Geschlossene Gesellschaft“, zu dem Poche das Szenario geliefert hatte, auf scharfe Kritik. Darin werden die Probleme einer Ehe geschildert. Für seinen autobiografischen Roman „Atemnot“ fand Poche keinen DDR-Verlag mehr. Hier hatte der Autor die Zensur in der DDR thematisiert. So konnte das Buch nur im Westen erscheinen. In einer Buchbesprechung im Bayerischen Rundfunk hieß es: „Klaus Poches Arbeiten sollten in der Bundesrepublik mehr gelesen werden. Der Autor schildert nämlich die Atmosphäre in der DDR auf eine Weise, die uns dieses vom Westen abgekapselte Land besser verstehen lässt als manches, was über die DDR geschrieben wird.“

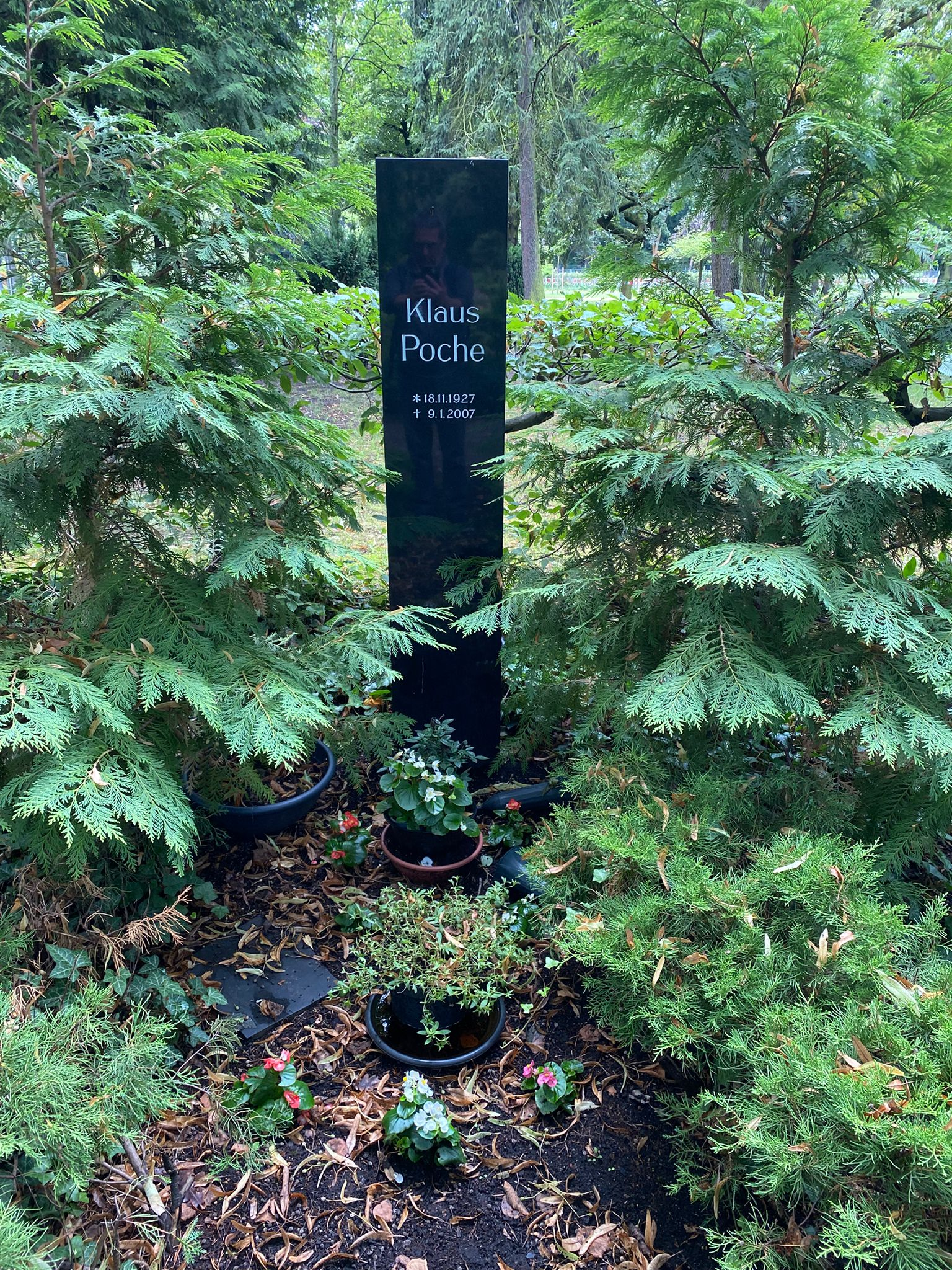
Grabstätte auf dem Friedhof Pankow III

1979 gehörte Poche zu den Mitunterzeichnern eines offenen Briefes an Erich Honecker. In diesem Brief drückten die Verfasser, darunter Stefan Heym, ihre Besorgnis über den restriktiven Kurs der DDR-Kulturpolitik aus. Im Juni 1979 wurde Poche daraufhin aus dem Schriftstellerverband der DDR ausgeschlossen. Ende 1979 wurde ihm die Ausreise in die Bundesrepublik gestattet. Poche arbeitete in den folgenden Jahren ausschließlich als Drehbuchautor. Er lebte zuletzt in Pulheim bei Köln.
Klaus Poche war Mitglied der Deutschen Akademie der Darstellenden Künste und des PEN-Zentrums der Bundesrepublik Deutschland. Anfang 2000 trat er aus Protest gegen die CDU-Spendenaffäre aus dem der Konrad-Adenauer-Stiftung nahestehenden Autorenkreis der Bundesrepublik aus.
Klaus Poche war mit der Film- und Fernsehdramaturgin Helga Poche verheiratet.
Sein schriftlicher Nachlass befindet sich im Archiv der Akademie der Künste in Berlin. Klaus Poche ruht auf dem Friedhof Pankow III.

## Werke
- Das OKW gibt nichts mehr bekannt. Berlin 1961 (zusammen mit Hans Oliva)
- Wenn ein Marquis schon Pläne macht. Berlin 1965 (unter dem Namen Nikolaus Lennert)
- Der Zug hält nicht im Wartesaal. Berlin 1965
- Atemnot. Olten 1978

## Filmografie (Drehbücher)
- 1966: Jahrgang 45 (zusammen mit Jürgen Böttcher)
- 1967: Die Verantwortung
- 1967: Die Berufung
- 1967: Immer um den März herum (unter dem Pseudonym Georg Nikolaus, zusammen mit Jurek Becker)
- 1967: Mit 70 hat man noch Träume (unter dem Pseudonym Georg Nikolaus, zusammen mit Jurek Becker)
- 1968: Urlaub (unter dem Pseudonym Georg Nikolaus, zusammen mit Jurek Becker)
- 1968: Der Bürge
- 1970: Rottenknechte (zusammen mit Frank Beyer und Gerhard Stueber)
- 1970: Mein lieber Robinson (zusammen mit Roland Gräf)
- 1972: Der Mann und das Mädchen
- 1975: Mein lieber Mann und ich (Fernsehfilm)
- 1977: Befragung – Anna O (zusammen mit Gerhard Stuchlik)
- 1977: Camping-Camping
- 1978: Geschlossene Gesellschaft (Fernsehfilm)
- 1981: Die zweite Haut
- 1981: Collin
- 1983: Hanna von acht bis acht
- 1984: Mamas Geburtstag
- 1985: Die letzte Rolle
- 1988: Der Boss aus dem Westen
- 1991: Sie und Er
- 1992: Das große Fest (Fernsehfilm)
- 1994: Ich klage an
- 1996: Rosa Roth – Verlorenes Leben (Fernsehserie)

## Illustrator folgender Bücher
- Alexander Awdejenko: Der Fall Clark. Berlin 1958.
- Walter Basan: Die Entscheidung des Ismael Abu Kef. Berlin 1958.
- Otto Bonhoff: Alarm im Morgengrauen. Berlin 1956.
- Otto Bonhoff: Immer wenn das Flugzeug kam …. Berlin 1956.
- Bert Brennecke: Im Schatten des Monte Nevoso. Berlin 1960.
- Jurij Brězan: Das Haus an der Grenze. Berlin 1957.
- Georgi Brjanzew: Das blaue Paket. Berlin 1959.
- Siegfried Dietrich: Signale in der Nacht. Berlin-Wilhelmsruh 1958.
- Peter Duhr: Apage Satana. Berlin 1958.
- Herbert Eggert: Unternehmen Wertpaket. Berlin 1956.
- Herbert Friedrich: Der Flüchtling. Berlin 1958.
- Günther Fuchs: Der doppelte Sieg. Berlin 1964.
- Wilfried Göldner: Schatzsucher am Bellin-See. Berlin 1958.
- Joachim Goll: Unter dringendem Tatverdacht. Berlin 1956
- Hasso Grabner: Der Streit um die Partisanen. Berlin 1958.
- Emil R. Greulich: Woran starb Ölkönig Dellarada?. Berlin 1956.
- Richard Groß: Der Blutige. Berlin 1958.
- Rolf Guddat: Es begann in Rio. Berlin 1956.
- Rolf Guddat: Fehlmeldung vom Objekt Panther. Berlin 1956.
- Piotr Guzy: Der nächste fährt 22.25. Berlin 1957.
- Lothar Heinz: Fehlmeldung vom Objekt Panther. Verlag der kasernierten Volkspolizei, Berlin 1956.
- Herbert Hakenbeck: Nächte vor Wielbark. Berlin 1955.
- Friedel Hart: Mordsache F. Berlin-Wilhelmsruh 1959.
- Hans-Joachim Hartung: Es begann am KPP. Berlin-Wilhelmsruh 1960.
- Alice Hellmuth: Aus jenen Jahren. Berlin-Wilhelmsruh 1961.
- Fred Hils: Fata Morgana. Berlin 1958.
- Heinrich Hoppe: Rufen Sie die MUK!. Berlin-Wilhelmsruh 1959.
- Hannes Hüttner: Nachtalarm!. Berlin 1961.
- Max Hummeltenberg: Der verschwundene Fluß. Berlin 1961.
- Peter Kast: Das Geschenk. Berlin 1959.
- Peter Kast: Zwanzig Gewehre. Berlin 1958.
- Friedrich Karl Kaul: Es wird Zeit, daß du nach Hause kommst. Berlin 1959.
- Ulrich Komm: Zwischen den Fronten. Berlin 1963.
- Günter Krause: Von der U-Boot-Falle zum Jagdhubschrauer. Berlin 1961.
- Peter H. Kron: Die Angst war sein Begleiter. Berlin 1959.
- Peter H. Kron: Der Tod an Bord. Berlin 1961.
- Richard Krumbholz: Asyl im Urwald. Berlin 1957.
- Alfred Kurella: Die Depesche. Berlin 1958.
- Leo Lux: Unter Palmen und Reptilien. Berlin 1956.
- Frank Mann: Auf gefährlichem Kurs. Berlin 1960.
- Hans Oliva: Bei unseren Soldaten. Berlin 1958.
- Eberhard Panitz: Verbrechen am Fluß. Berlin 1957.
- Karlheinz Pappe: Der Ring. Berlin-Wilhelmsruh 1958.
- Günter Prodöhl: Die im Dunkeln. Berlin 1957.
- Günter Prodöhl: Solange die Spur warm ist. Berlin 1960.
- Horst Rennhack: Schüsse im Flugzeug und andere spannende Erzählungen. Berlin 1958.
- Reporter an der Grenze. Berlin-Wilhelmsruh 1960.
- Paul Schmidt-Elgers: Alarm im Hafen. Berlin 1958.
- Werner Schmoll: Gefreiter Ruhland. Berlin-Wilhelmsruh 1960.
- Wolfgang Schreyer: Alaskafüchse. Berlin 1959.
- Wolfgang Schreyer: Die Banknote. Berlin 1955.
- Wolfgang Schreyer: Das grüne Ungeheuer. Berlin 1959.
- Wolfgang Schreyer: Der Spion von Akrotiri. Berlin 1957.
- Wolfgang Schreyer: Der Traum des Hauptmann Loy. Berlin 1956.
- Joachim Chajim Schwarz: Revolte in Radom. Berlin 1958.
- Lev R. Sejnin: Spione. Berlin 1962.
- Günter Spranger: Mord ohne Sühne. Berlin 1960.
- Harry Thürk: Aufstand am Gelben Meer. Berlin 1960.
- Kurt Türke: Der Schafschenkenwirt. Berlin 1965.
- Anita Turowski: Der Weg der Elisabeth Ohlsen. Berlin 1957.
- Hermann Turowski: Treffpunkt: Lemkes gute Stube. Berlin 1956.
- Stephan Voß: Der Blindgänger. Berlin 1959.